# روشن عبدالله اوغلو
روشن عبدالله اوغلو عبدالله اف — نویسنده آذربایجانی، فیلسوف شرقی، روانشناس و متفکر

## زندگی نامه
آقای روشن عبدالله اف فرزند عبدالله در روز ۲۸ ماه سپتامبر سال ۱۹۷۸ میلادی در شهر باکو در یک خانواده فرهنگی چشم به جهان گشود.
پدر وی عبد الله عبد الله اف از افسران نیروی انتظامی بوده و با درجه سرگردی بازنشست شده. در حال حاضر در سمت حقوقدان ارشد فعالیت می کند. ایشان در سالهای دهه ۹۰ در جنگ آزادسازی قره باغ شرکت کرده است.
مادر ایشان خانم گلناره عبد الله اوا حسابداراست. وی حدود ۳۰ سال در بخش بانکداری اشتغال داشته و در حال حاضر بازنشسته می باشد.
برادران:
دکتر آلتای عبد الله اف متخصص نئوناتولوژی می باشد.
فرهاد عبد الله اف در رشته تربیت معلمی تحصیل کرده و هم اکنون مدیر اجرایی خانه نشریات "قدیم قالا" می باشد.
جناب روشن عبد الله اغلو متاهل است و سه فرزند دارد.

## تحصیلات
دوره ابتدایی و متوسطه اول و دوم را در دبستان و دبیرستان شماره ۱۱۶ شهر باکو گذراند. در سال ۱۹۹۵ وارد "دانشگاه دولتی اقتصاد آذربایجان" شد. بعد از فارغ التحصیل شدن دوره خدمت سربازی خود را در نیروی مرزبانی جمهوری آذربایجان سپری کرد. خدمت به وطن را با دریافت تقدیرنامه از طرف فرمانده واحد نظامی به پایان رساند.
روشن عبد الله اغلو بیش از ۸ سال در موسسات مختلف آموزش عالی به تحصیلات به زبان عربی و فارسی در رشته های الاهیات، اسکولاستیک، ادبیات عرب، فلسفه شرق و غرب پرداخته است.
در سال ۲۰۱۳ موفق به اخذ لیسانس از دانشگاه "تکنولوژی های مثبت و کانسالتینگ" مسکو در رشته مشاور روانشناسی گرایش روانشناس مشاور با روش گلشتات درمانی شده است.
ایشان همچنین به زبان های آذری، ترکی، عربی فارسی و روسی تسلط دارد.

## نویسندگی
شروع نویسندگی وی را می توان به سال های دبیرستان نسبت داد. در سال های ۱۹۹۰ که با تمرینات مداوم در رشته های مختلف کشتی و آکروباتیک همراه بود، علاقه شدید او به ورزش سبب نوشتن اولین کتابش در این زمینه گشت. در این دست نوشته‌ای که بعد ها گم شده است ایشان به بررسی ماهیت نظری و فلسفه ورزش پرداخته، راه های یک ورزشکار آیده آل شدن را ارایه می کرد و با تلفیق و ترکیب فنون مختلف وزشی، رشته ای کامل ورزشی رزمی را به تصویر کشید.
در زمان دانشگاهی اولین مقالات خود را در موضوع روان‌شناسی مختلف اجتماعی بر سلامت روان نوجوانان به رشته تحریر درآورد. همچنین مقاله ای در زمینه بررسی ادله و اشکالات نظریه تکامل نوشت.
اولین کتاب چاپ شده او "مبانی علمی تذکیه نفس" در سال ۲۰۱۰ منتشر شد. در این کتاب اسباب تکامل و تنزل معنوی انسان، خصوصیت های قلب و حجاب های نورانی و ظلمانی عارض بر آن بررسی شده است.

## ترجمه ها و شروح
در سال ۲۰۱۱ شروع به ترجمه یکی از اخرین کتاب های ابن سینا "الاشارات و التنبیهات" کرد. کتابی که شرق و غرب عالم را متاثر ساخته است.
همراه با ترجمه معنوی ، روشن عبد الله اغلو طبق مبادی منطقی و متافیزیکی (ما بعد الطبیعی) ابن سینا شرح عمیقی را نیز تقدیم کرده است. این اثر ارزشمند به صورت دو کتاب: "مشاهدات" و "مقامات عرفانی عرفاً" چاپ شده است.
ترجمه بعدی، "رساله انسان" صاحب المیزان، عالم فرزانه، فیلسوف برجسته، علامه محمد حسین طباطبایی می باشد. ترجمه و شرح این رساله در سال ۲۰۱۲ در سه بخش انتشار یافت.
در همان سال روشن عبد الله اغلو به ترجمه کتابی مشغول می شود که به عنوان اولین دست نوشته عالم اسلام شناخته شده است. به همین علت این اثر "اولین کتاب" نامیده شده است. در این نوشته، حوادث تاریخی و فتنه های سیاسی دوران های ابتدایی شکل گیری جامع اسلامی انعکاس یافته است.

## آثار مولف
در مرحله بعدی آثار روشن عبد الله اغلو صبغه روانشناسی انگیزشی به خود می گیرد. پنج کتاب بعدی: "پل های پشت سر را بسوزانید"، "هر انسانی حکمران است"، "سخت هم باشه حیات ادامه دارد"، "عصیان"، "ترس ها" با مراجعه به روانشناسی شرق و غرب و با استفاده از روش تلفیق راهکار های ایمانی و روانشناختی، اسلوب های جدید انگیزشی (ایجاد انگیزه) را برای پیشرفت مادی و معنوی اشخص به عرصه می گذارد.
اولین رمان روانشناختی روشن عبدالله اغلو "در این شهر کسی نیست"، شهرت خاصی را برای مولف در وطنش به ارمغان آورد. این اثر شهیر در سال های ۲۰۱۶-۲۰۱۷ عنوان پرفروشترین کتاب آذربایجان را به خود اخصاص داد.
دومین رمان نویسنده "دراز کشیده روی ریل ها" هم موفقیت چشمگیری از خود نشان داد؛ چاپ اولش فقط در دو هفته فروخته شد. این اثر نگاشته شده در موضوع روانشناسی، آدمی را دعوت به احترام به ارزش های معنوی عام انسانی، پرهیز از تبعیض های قومی، مذهبی، نژادی، نمایش انسانیت، شکیبایی و احترام در روابط با دیگران، استواری در مقابل مشقت های زندگی و مهمتر از همه با توقع نداشتن چیزی در مقابل به دوست داشتن از صمیم قلب دعوت می کند.
در سال ۲۰۱۸ رمان "آبادّن" که به سبک روان شناختی، دتکتیو و معمایی نوشته شده بود و نامش بسیار توجه جلب کرده، خود را فراتر از انتظارات نشان داد. این کتاب از مولف محبوب جمع کتاب دوستان، فقط در سه ساعت فروخته شد و انتشارات مجبور به تجدید چاپ در زمان بسیار کوتاه شد.
در سال ۲۰۱۸ نسخه الکترونیک این رمان روانشناختی به زبان انگلبسی در پلتفرم فروشگاهی آمازون قرار گرفته است.
در سال ۲۰۱۹ کتاب «اسارت»، نخستین اثر از سلسله کتاب های «خدا – خیال یا واقعیت؟» انتشار یافت. در این کتاب عوامل
مختلف روانشناختی دفاع پا و پر قرص از مفهوم «خالق» و انکار افراطی آن از طرف مکاتب فکری مختلف بررسی شده است.
این اثر به روش علمی عمومی نگاشته شده است.
در حال حاضر ۲۵ کتاب روشن عبد الله اغلو در آذربایجان منتشر شده و بیشترین آنها عنوان بستسلّر (پرفروشترین) را کسب کرده است.
نویسنده در آثار خود به موضوعات مرطبت با روانشناسی، فلسفه، انگیزش، عرفان، فلسفه زندگی، معرفت شناسی، آنتولوژی و الهیات پرداخته است. علاوه بر این روشن عبد الله اغلو به صورت متداوم در برنامه های تلویزیونی شرکت می کند، درس های آنلاین فلسفه برگزار می کند و مقالات وی در پورتال های مختلف خبری منتشر می شود.

## علاقه ها
از دوران کودکی بیشترین علاقه‌مندی ایشان کتاب خوانی و ورزش بوده است. همچنین وی چندین سال در مدرسه موسیقی تحصیل کرده است. از سال های نوجوانی به صورت متمادی در رشته های سامبو، کشتی، کاراته، بوکس تمرین می کند و در مسابقات مختلف شرکت کرده است.

## سیاحت
برای غنا بخشیدن به فعالیت های نویسندگی، آشنا شدن بی واسطه با تاریخ و مکان های معروف، فرهنگ و تمدن اقوام مختلف، وی به شهر های زیادی در اروپا و اسکاندیناوی سیاحت کرده است.
در زمان سفر به "مهد بشریت"، او با جوامع قبیله ای کشور های آفریقایی آشنا شده، رسوم و عادات این قبایل ابتدایی را مشاهده کرده و از پارک های منطقه باز دید نموده است.

## تالفات
1. پل های پشت سر را بسوزانید[۱۵]
2. هر انسانی حکمران است[۱۶]
3. سخت هم باشه حیات ادامه دارد[۱۷]
4. عصیان[۱۸][۱۹]
5. ترس ها[۲۰][۲۱]
6. در این شهر کسی نیست[۲۲]
7. دراز کشیده روی ریل ها[۲۳][۲۴]
8. مبانی علمی تذکیه نفس[۲۵]
9. رساله هدایت[۲۶]
10. امضای حیات[۲۷]
11. حاکمیت مردگان[۲۸]
12. چه گونه زمان را بخوریم؟[۲۹]
13. آبادّن[۳۰][۳۱]
14. خصایص[۳۲]
15. اولین کتاب[۷]
16. انسان قبل از دنیا[۶]
17. انسان بعد از دنیا[۴]
18. انسان بعد از بعد از دنیا[۵]
19. اول حکمت[۳۳]
20. او[۳۴][۳۵]
21. معرفت[۳۶]
22. مشاهدات[۲]
23. مقامات عرفانی عرفاً[۳]
24. بلا و صبر[۳۷]